# 山寨小萌主
《山寨小萌主》，是一部2020年中国大陆架空古装剧，改编自水笙網絡小说《冒牌太子妃》。由赵弈钦、李凯馨、金泽、陈思宇领衔主演，開機。於2020年5月17日在芒果TV首播。台灣由friDay影音於2020年6月3日起播出。

## 播出时间
| 频道   | 所在地 | 播出日期      | 备注                                                             |
| ------ | ------ | ------------- | ---------------------------------------------------------------- |
| 芒果TV | 中国   | 2020年5月17日 | 每周日周一20點上線 會員搶先看6集 6/1會員尊享超前點播直通大結局。 |

## 故事大綱
段常樂（李凱馨飾）從自由不羈的女山賊代嫁入宮，作為一枚棋子代嫁給太子李徹（趙弈欽飾）。受盡屈辱，被權術陷害的女主覺得自己和這個規行矩步的世界格格不入。她一路逆襲成為反被夫君求娶的正牌皇后，彷如山野小貓一入宮闈被迫成長成強大的豹系女王，其間甚至一度拋棄城府極深使其對人性失望的太子。氣魄之瀟灑，格局之深闊，令人感佩。與此同時，太子收斂鋒芒想與世無爭，為了保護夫君，三番兩次險些丟了性命和地位，在宮中步步為營的他逐漸被女主活潑的性格所吸引，兩個各有目的的人戴著面具互相取暖，相互慰藉和扶持，一起披荊斬棘最終站在權利的巔峰而握緊彼此的雙手，李徹不久之后實現當父親的夢想。山寨小萌主就这样变成了沛國的皇后，在宫中與李徹過著平静而又幸福的生活。

## 演员列表

### 主要演员
| 演員                  | 角色   | 介紹 |
| 趙弈欽 幼年：董李無優 | 李徹   | 沛国太子→沛国皇帝 大理寺卿、大将军沈敖外孫、沈皇后之子、段常樂之夫 因一个夜明国进贡的望远镜而与常乐结缘。因宰相刘升向皇帝请求将孙女刘玉瑶许配给李徹，而娶了刘玉瑶为妻，实则真的刘玉瑶已跳崖自杀，这个是常乐被迫冒充的。一开始因知道刘玉瑶是刘升派来监视自己的而想尽办法赶她走，后不知不觉间爱上了眼前这个冒充玉瑶的常乐，并在外公想伤害常乐时，极力维护常乐。後期皇帝退位，将皇位交由李徹继承。 |
| 李凱馨                | 段常樂 | 山賊首领→沛国太子妃→沛国皇后 将军段謹遺孤、段念兒徒弟兼姪女、劉玉瑤胞姐、李徹之妻 轻功非常好、懂些皮毛功夫、会偷盗之术、擅长机关术，特别是段家机括术，且古琴弹奏的非常好。段家被诬陷且被灭门时，因姑姑段念儿带其出门游玩而逃过一劫，从此与姑姑隐居山林并和姑姑学技艺。在段念儿装死后，与秦飞羽结識并成为山賊首领。因與劉玉瑤模樣相似，被相國劉升以一寨人的性命要挾，要求其冒名頂替劉玉瑤嫁於太子。在还是山贼时，因一个夜明国的望远镜而与李徹结缘。嫁给李徹后，对其动心，并帮助李徹对付刘升。曾因会武功的是暴露而被沈敖关进水牢严刑拷打，后被李徹救出，在逃跑时，被沈敖抓回，为了李徹决定吃下毒药，在证明了自己与李徹是真的心意相投以及爱着对方后，被沈敖接纳为外孙媳。得知身世后，为段家沉冤昭雪。后李徹继位为帝，成為皇后，并怀孕。 |
| 李凱馨                | 劉玉瑤 | 将军段谨遗孤、常樂胞妹、段念兒姪女、刘三思与刘夫人养女 因喜歡段家公子而不愿嫁给李徹，与段公子行过房事。逃婚时，被追来的刘三思告知段公子已被劉升杀死，后跳崖殉情，生死不明。小时候在段家被灭时，被及时赶来的刘夫人带走而逃过一劫。 |
| 金澤                  | 李衡   | 沛国五皇子→平民 刘皇后之子、劉升外孫、朱顏之夫 五皇子，現皇后之子。愛慕朱顏。本无心皇位之争，一心想像个平民一样，自由自在，可偏偏有个贪图权势的爷爷以及望子成龙的母后。在平安城與朱顏成親，卻遭劉升等人將其帶回，并在刘升的计谋下误以为是李徹将其带回并杀了收留他和朱颜的老夫妇的，因此对太子反目成仇并决心阻止太子得到皇位。回到皇宫后，眼睁睁的看着朱颜嫁给自己的父皇。知道自己是被谁带回的真相後，为时已晚，做了许多错事，后被念及兄弟之情的大理寺卿李徹貶為平民，得偿所愿与朱顏在一起过起了向往的平民生活。 |
| 陳思宇                | 公孫默 | 太子府谋士→沛国宰相 公孙大人之子、太子髮小、弄影(柳雙雙)之夫 在常乐嫁进太子府后，喜欢上了弄影。为了太子，能够犧牲自我。小時候為救太子，身染寒疾，唯有火玉丁香可解。後弄影到处寻找火玉丁香来救其，可这件事被刘升得知，于是刘升拿着最后一株火玉丁香威胁弄影帮助他以此换取火玉丁香。后得知弄影为了自己害了太子，為贖罪，弄影去救太子妃并遭劉三思持劍刺傷。弄影死前，她凭着最后一口气与其成亲，后死在他懷裡。 |

### 其他演员
| 演員              | 角色        | 介紹 |
| 王藝甜            | 弄影/柳雙雙 | 劉玉瑤侍女、相府暗衛 冷酷少言，隱忍痴情。原是江南一带被通缉的女犯柳双双，后被刘升以母亲性命逼迫成为相府暗卫并陪同常乐嫁入太子府搜集情报。有个饱读诗书的书生弟弟，可是后来被当地狗官害死，她杀了害死弟弟的人后，成了通缉犯。在太子府里看到公孙默，而总会忆起弟弟，后喜欢上了公孙默。救出母亲后，與太子妃揭穿劉升，卻遭劉三思持劍刺傷，死前凭最后一口气与公孫默成親并死于公孫默懷裡。                                                                                |
| 宋芳園 幼年：瑞娜 | 阿莉埃提    | 夜明國三公主 夜明國王最寵的公主、喜歡李徹。小时候与来到夜明国造访的李徹一起玩过并定下婚约。后来到沛国，带着夜明国国王以及自己的期待，希望李徹履行婚约以此来得到夜明国支持得到皇位，奈何李徹已经娶了常乐并爱上了她。明白李徹心意后，在離開沛国前与常乐联手幫李徹擊垮皇后。 |
| 王嘉萌            | 李律        | 七皇子 表面上不学无术，可实际上对周围情况都心如明镜。与李衡关系极好。不希望看到李徹与李衡反目以及互相伤害。李衡造反成功后，曾欲让其登上皇位。 |
| 孫雪宁            | 朱顏        | 朱府千金→慧贵妃→平民 劉玉瑤好友、朱雅各之女、李衡之妻、皇帝妃子 为人温婉端庄、通情达理。不愿嫁给皇帝而与李衡逃婚。在平安城與李衡成親，卻遭劉升等人將其帶回，嫁與皇上，成为慧贵妃，并住进了夕颜殿。后为证李衡清白不顾自己的名声而被刘皇后关进夕颜殿，并订死门窗使无光线可以照进房间还下令不准任何人与其说话，这样朱颜就会慢慢变瞎并且不会说话。李衡造反后，将其救出。得知被救出的真相后，反对李衡做的事。後被大理寺卿李徹貶為平民，如愿與李衡在一起过上了平民生活。 |
| 邵嘉              | 秦飛羽      | 盗圣、段常樂好友 年轻时进入段府行窃，认识了段念儿。喜歡段念兒，因为念儿而去从兵打战。段府被灭后，四處打探段念兒消息。得知常乐会段家机括术后，与其成为朋友，欲问出念儿下落。后得知念儿已死，在常乐的带领下去了她与念儿以前生活的地方看念儿的坟墓，然而常乐发现墓被动过，开棺后发现念儿不见了，于是明白念儿假死骗了常乐。之后找到段念兒，并下聘欲娶其为妻。 |
| 王思平            | 段念兒      | 段常樂師父兼姑姑、段謹之妹 傳授段常樂段家機括術、偷盗之术、以及音律。常乐成年后，假死骗过了常乐，便踏上了寻找仇人之旅。之後出來幫助段常樂等人擊垮劉升，平復段家。年轻时，与还是飞贼的秦飞羽相识，并被传授偷窃功夫。后被秦飞羽求亲。 |
| 藍城              | 劉升        | 沛国宰相、劉玉瑤爺爷(在外人眼里)、皇后之父、李衡外公、劉三思之父 狼子野心。將劉玉瑤當棋子，劉玉瑤跳崖身亡以為沒希望卻誤打誤撞找到和劉玉瑤模樣相似之人常樂，原以為抓住常樂寨子裡的人能控制她，但卻沒想到段常樂會機括術，并与李徹联手打開了天機十二宮救出等人，後被大理寺卿李徹終生監禁。是害死沈皇后以及段府满门的幕后黑手。 |
| 劉月濤            | 陳青嵐      | 朱顏的表哥 |
| 管軒              | 皇上        | 沈皇后之夫、刘皇后之夫、李徹李衡李律之父 因听信刘升谗言而间接害死了沈皇后以及段府满门。之后退位，由李徹继位。 |
| 張芯寧            | 劉皇后      | 李衡之母、现任皇后 一心想要李衡当皇帝，觉得朱颜挡了李衡成为皇帝的道，于是不顾儿子想法设计让皇帝娶朱颜为妃。为了父亲刘升而嫁入皇宫并做了很多坏事，可在刘升眼里一文不值。后撞柱自杀，被救下，生死不明。 |
| 趙浩然            | 朱雅各      | 朱顏之父 曾为了找回逃婚的女儿而答应刘升带晓百声听李徹的声音以让晓百声得以模仿李徹声音，就此朱雅各成为了导致李衡与李徹反目的间接凶手。 |
| 許鑫              | 劉三思      | 劉升之子、劉玉瑤养父 |
| 郭震              | 沈傲        | 前大將軍、沈皇后之父、李徹之外公、劉三思師父 奉旨軟禁在府不得外出，只能暗地秘密行動。宰相劉升進言害死女兒前沈皇后因此痛恨宰相。 |
| 王子清            | 沈皇后      | 李徹之母、先皇后 巾帼不让须眉。因刘升向皇帝进言防着沈敖，导致无人能够带兵出征防御敌国的侵略，所以她主动请缨带领五百士兵出征保卫国家，因受了重伤而死在凯旋途中。 |

## 电视剧歌曲
| 曲序 | 曲目                      |           | 作曲      | 编曲           | 演唱         |
| ---- | ------------------------- | --------- | --------- | -------------- | ------------ |
| 1.   | 尋常人家（片头曲/推廣曲） | 印子月    | 陳禹驍    | 陳禹驍         | 李凱馨       |
| 2.   | 相遇（片尾曲）            | 徐雲霄    | 徐雲霄    | 王元昭         | 李凡一       |
| 3.   | 有你的陪伴（插曲）        | 徐雲霄    | 徐雲霄    | 王元昭、朱金泰 | 李凱馨       |
| 4.   | 花傷（插曲）              | 瀟彬      | 徐雲霄    | 王東宇、林逸航 | 李常超       |
| 5.   | 斷捨離（插曲）            | 印子月    | 印子月    | 王東宇、林逸航 | 汪晨蕊       |
| 6.   | 一葉秋（插曲）            | JBS Music | JBS Music | 李青雲         | Rita黃汐源   |
| 7.   | 雪花嘆（插曲）            | 瀟彬      | 徐雲霄    | 王東宇、林逸航 | 丁芙妮       |
| 8.   | 最後一句晚安（插曲）      | JBS．洋塵 | 楊創      | Tureleon       | 朱興東、丁爽 |
| 9.   | 回（插曲）                | 林天馳    | 歐陽逸    | 袁文睿         | 朱興東       |
| 10.  | 江湖不知道（推廣曲/插曲） | 忘塵逍遙  | 錢昱成    | 陳禹驍         | 印子月       |